# Rhinomugil
Rhinomugil is een geslacht van straalvinnige vissen uit de familie van harders (Mugilidae).

## Soorten
- Rhinomugil corsula (Hamilton, 1822)
- Rhinomugil nasutus (De Vis, 1883)